# Max Crocombe
Maxime Teremoana Crocombe (Auckland, 12 agosto 1993) è un calciatore neozelandese, portiere del Millwall.

## Carriera

### Club
Ha esordito da professionista nel 2012 con la maglia dell'Oxford United.

### Nazionale
Ha vinto 2 edizioni della Coppa d'Oceania, nel 2016 e nel 2024. In quest'ultima edizione ha vinto il premio di "Miglior Portiere" del torneo, non subendo mai gol in tutta la manifestazione.

## Palmarès

### Nazionale
- Coppa d'Oceania: 2

Papua Nuova Guinea 2016, Figi/Vanuatu 2024

### Individuale
- Miglior portiere della Coppa delle nazioni oceaniane: 1

Figi/Vanuatu 2024